# Massacre de Sagamihara
La massacre de Sagamihara va ser un incident el 26 de juliol de 2016, almenys 19 persones van ser assassinades i fins a 26 ferides en un incident en un centre per a persones amb discapacitat a Sagamihara, Japó. Un home de 26 anys va ser arrestat com a sospitós d'homicidi. NHK reporta que el perpetrador solia treballar al centre.

## El perpretador
L'autor de la massacre, Satoshi Uematsu de 26 anys, havia treballat a les instal·lacions del centre de discapacitats, on va cometre la massacre, i va ser detingut per agents de policia en relació amb l'atac, al centre Tsukui Yamayuri-en, situat a la ciutat de Sagamihara (Prefectura de Kanagawa), a l'oest de Tòquio i de Yokohama capital de Kanagawa.

## Antecedents
El febrer de 2016, a Uematsu, el van ingressar les autoritats locals en un hospital psiquiàtric. Les autoritats municipals el van ingressar després que trobessin evidència que el incriminava en una carta adreçada al president de la cambra baixa del Parlament japonès, en què deia que tenia planejat atacar dos centres per a discapacitats, inclòs el de Sagamihara. A l'hospital psiquiàtric va donar positiu per marihuana quan va ser internat, però dies més tard va sortir del centre, quan van considerar que es trobava bé psíquicament.